# Sergej Sachnovskij
Sergej Jul'evič Sachnovskij (in russo Сергей Юльевич Сахновский?, in ebraico סרגיי סחנובסקי‎?; Mosca, 15 maggio 1975) è un ex danzatore su ghiaccio russo naturalizzato israeliano.

## Palmarès

### Mondiali
GP: Champions Series / Grand Prix

### Con Galit Chait
| Internazionali            | Internazionali | Internazionali | Internazionali | Internazionali | Internazionali | Internazionali | Internazionali | Internazionali | Internazionali | Internazionali | Internazionali |
| Evento                    | 1995–96        | 1996–97        | 1997–98        | 1998–99        | 1999–00        | 2000–01        | 2001–02        | 2002–03        | 2003–04        | 2004–05        | 2005–06        |
| ------------------------- | -------------- | -------------- | -------------- | -------------- | -------------- | -------------- | -------------- | -------------- | -------------- | -------------- | -------------- |
| Giochi olimpici invernali |                |                | 14°            |                |                |                | 6°             |                |                |                | 8°             |
| Campionati mondiali       | 23°            | 18°            | 14°            | 13°            | 5°             | 6°             | 3°             | 6°             | 7°             | 6°             | 6°             |
| Campionati europei        |                | 14°            | 12°            | 10°            | 6°             | 5°             | 5°             | 6°             | 5°             | 4°             | 5°             |
| GP Finale                 |                |                |                |                |                | 4°             | 5°             | 5°             |                | 4°             | 4°             |
| GP Cup of China           |                |                |                |                |                |                |                |                |                | 2°             | 2°             |
| GP Cup of Russia          |                | 7°             |                |                |                | 3°             | 2°             |                | 3°             |                | 2°             |
| GP Lalique                |                |                |                | 5°             | 6°             |                |                |                |                |                |                |
| GP Nations/Bofrost        |                |                | 7°             | 5°             |                |                |                | 2°             |                |                |                |
| GP NHK Trophy             |                |                | 7°             |                | 5°             |                |                | 3°             | 3°             |                |                |
| GP Skate America          |                |                |                |                |                | 4°             | 2°             | 4°             |                | 2°             |                |
| GP Skate Canada           |                |                |                |                |                | 2°             | 2°             |                | 4°             | 3°             |                |
| Goodwill Games            |                |                |                |                |                |                | 2°             |                |                |                |                |
| Nebelhorn Trophy          | 9°             |                |                |                |                |                |                |                |                |                |                |
| Skate Israel              | 6°             | 2°             | 1°             | 1°             | 1°             |                |                |                | 1°             |                | 1°             |
| Vienna Cup                |                |                | 3°             |                |                |                |                |                |                |                |                |
| Lysiane Lauret Challenge  |                |                | 1°             |                |                |                |                |                |                |                |                |
| Nazionali                 |                |                |                |                |                |                |                |                |                |                |                |
| Campionati israeliani     | 1°             | 1°             | 1°             |                | 1°             | 1°             | 1°             | 1°             | 1°             | 1°             |                |

### Con Ekaterina Svirina
| Internazionali                           | Internazionali | Internazionali | Internazionali |
| Evento                                   | 1992–93        | 1993–94        | 1994–95        |
| ---------------------------------------- | -------------- | -------------- | -------------- |
| Goodwill Games                           |                |                | 3°             |
| International: Junior                    |                |                |                |
| Campionati mondiali                      | 1°             | 2°             |                |
| Festival olimpico della gioventù europea | 2°             |                |                |